# Erica cygnea
Erica cygnea är en ljungväxtart som beskrevs av Salter. Erica cygnea ingår i släktet klockljungssläktet, och familjen ljungväxter. Inga underarter finns listade i Catalogue of Life.